# Auletobius sanguisorbae
Auletobius sanguisorbae là một loài bọ cánh cứng trong họ Rhynchitidae. Loài này được Schrank miêu tả khoa học năm 1798.

## Hình ảnh

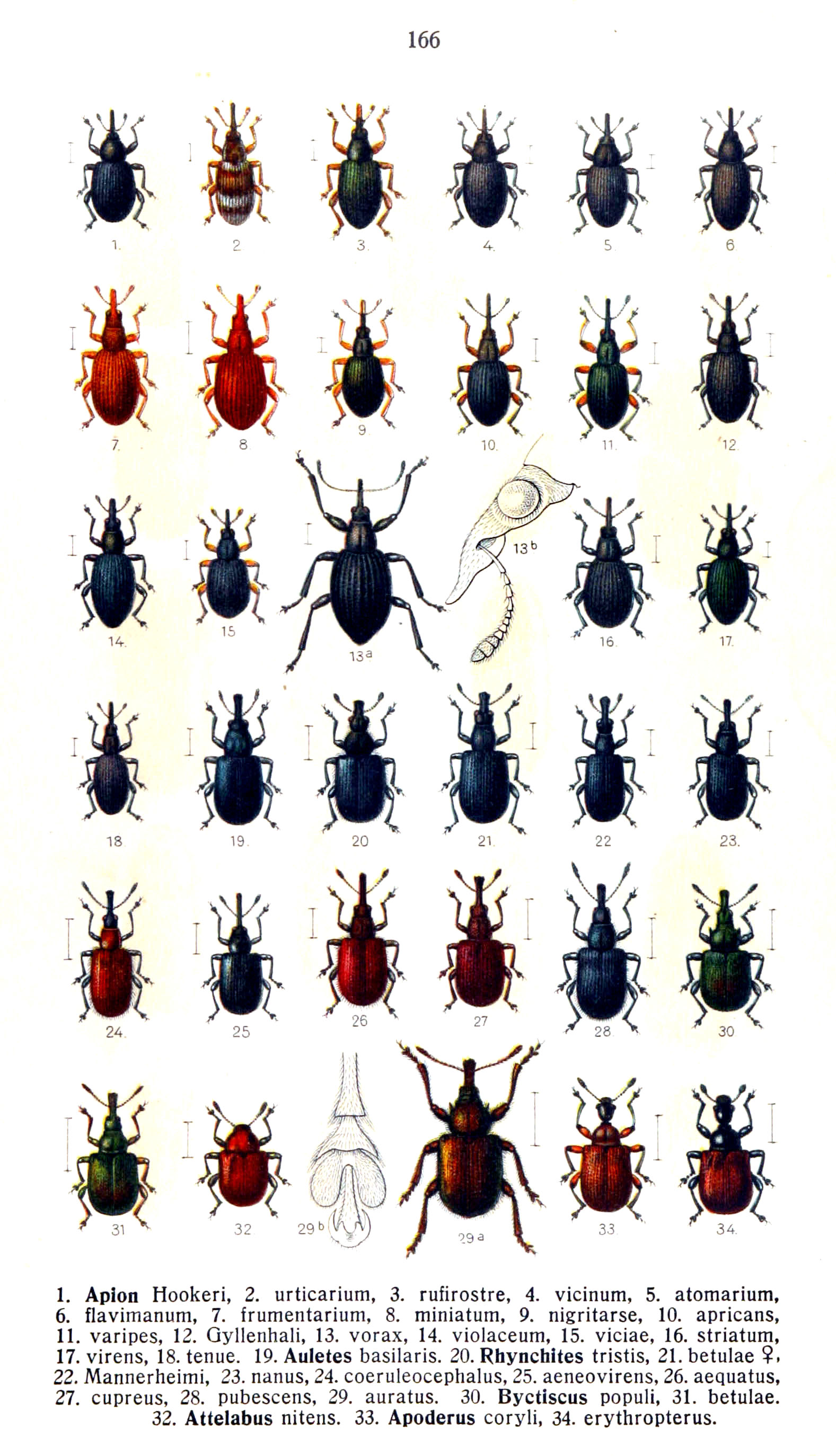